# Албанские войска в России
Алба́нские войска, или алба́нское войско, — в Российской империи войско (полк), сформированный в 1769 году графом А. Г. Орловым-Чесменским из греков и албанцев, служивших в русском флоте; после 1774 года поселён в Екатеринославской губернии; в 1797 году переименован в Греческий пехотный полк, а затем — в Балаклавский греческий батальон, который в 1857 году был расформирован.

## История
По заключении Кючук-Кайнарджийского мира многие греки и албанцы, служившие в русском флоте во время войны с Портой, пожелали остаться на русской службе. Вследствие этого Екатерина II учредила албанское войско, которому были отведены земли в окрестностях Керчи и Еникале.

### Греческий полк
Одновременно был основан греческий полк, разделённый на 12 экатонтархий или рот, получивших название от древних греческих городов: афинская, фивская, коринфская и т. п. В 1797 году полк получил название греческого батальона и был переведён в Балаклаву.

### Албанский дивизион и батальон
Из албанцев были сформированы одесский дивизион и одесский батальон, впоследствии упразднённые.
Продолжал существовать лишь балаклавский греческий полубатальон, действовавший в Крымской войне.